# 波斯王子 (2008年游戏)
《波斯王子》（又译作）是由蒙特利尔育碧开发并由育碧发行的动作冒险游戏。该游戏于2008年12月2日发行了Xbox 360和PlayStation 3平台，并于2008年12月9日发布了Microsoft Windows平台，并预定于2009年3月发行Mac OS X版本。
游戏的故事发生在古老的波斯，游戏中玩家扮演波斯王子的角色，身边有一位名为艾丽卡的女孩，王子在一场沙暴中与她相识，并与王子一同冒险。玩家会经历不同环境，用王子特殊的技能如飞檐走壁、抓取吊环等来通过重重机关，还要与敌人战斗，以试图来净化被污染的土地。本作的游戏故事和背景大量引用了琐罗亚斯德教的内容。

## 游戏系统
本作游戏中仍然保留着波斯王子时之沙的特点。在游戏过程中，需要通过机关，解谜和与敌人战斗。而此次游戏是非线性的，玩家可以根据自己的意愿去选择他们想去的地方。而玩家所面临的敌人也和玩家选择的游戏场景而异，在打败他们之后，而净化被腐坏的土地。
游戏的新角色艾丽卡在游戏中重要的作用。艾丽卡能够将与敌人战斗或冒险中死去的王子救活。在这个游戏中，王子不会死去，因为艾丽卡能把王子从任何险境中救出，并带回上一次落脚地的安全地点，作为游戏的存盘点。例如，王子滑到或者掉进深渊，艾丽卡就会抓住他，并将他送回稳定的平台上让王子站稳。艾丽卡同时也会有战斗的技能，这样可以在打斗上与王子配合。如果王子在打斗中受到伤害输掉，艾丽卡就会抱回王子使得王子重获能量。她也在跳跃和飞跃技能上帮助王子，她用她的魔法技能使得王子跳得或飞得更远。而在解密或行进的过程中，若王子不知下一步的去向时可以求助艾丽卡，她就会指点出要走的方向，而所走的方向也就是玩家所设点好好的游戏要去的区域。
本作游戏中，战斗系统和以前不尽相同。此次游戏中，打斗是一对一的，战斗方式有4种。剑攻击，就是使用王子的剑攻击敌人；手套攻击，王子用手套将敌人举起并抛起攻击敌人；魔法攻击，艾丽卡用她的魔法攻击敌人；以及身攻击，与敌人交换地点。打斗中，敌人也会更换自己的状态，在一个特定的状态，只能这4个攻击方式才能有攻击效果。本作游戏中，取消血条的系统。王子在战斗起初为正常的健康状态，若被敌人攻击之后，就会变为受伤状态。在受伤状态下，王子更容易受到攻击，受到攻击后，就会成为倒地状态。若在倒地状态下，敌人若进攻王子时，玩家就要迅速做出反映，按出相对应的按键，这样才能使得王子得以解围，并转得到新的正常健康的状态。如果玩家没有成功的做出反应或按错了按钮，则敌人就会试图杀掉王子。艾丽卡就会用她的魔法帮助王子得丢，让他成为受伤状态。
本作的关卡设计也与以往的波斯王子三部曲大致相同，只是该游戏中加入了艾丽卡的帮助。游戏中，王子能够飞檐走壁，从高耸的墙上滑下，爬墙，并在墙与墙之间跳跃。王子用他的手套可以从墙上安全的滑下。在关卡冒险中，艾丽卡也有重要的作用。她使得王子相比以前跳得更远。如果王子在行进过程失足，可以得到艾丽卡的帮忙得到救助，而艾丽卡自己也是十分有能力并且很敏捷。在游戏的进行之中，王子要收集光之种子。而通过收集光之种子可以使王子学会新的技能，在魔法圆盘上通过魔法到达王子不可能到达的地点。

## 概要

### 背景
游戏的场景设置在古老的波斯，具体的城市没有指出，不过该城市信奉琐罗亚斯德教。在城市的中心有一个庙宇，监禁着邪恶之神阿里曼(安格拉·曼纽)，他是被光明之神阿胡拉·玛兹达监禁在那里的。原因是由于阿里曼试图占领这篇土地。起初，阿胡拉·玛兹达并没有与阿里曼交锋，希望阿里曼能够停止侵略，但是不久之后阿胡拉·玛兹达被迫采取了行动，源于阿里曼他对国家的占据并使其腐坏。阿胡拉·玛兹达将阿里曼监禁在庙宇内。在这次交锋中，阿胡拉·玛兹达将世界分割成数个星星，他对自己的缺乏远见和没有即时的采取行动感到十分懊恼。

### 人物
波斯王子系列三部曲的人物在本作除了王子以外的角色并没有再次出现啊。本游戏的主要人物就是王子和艾丽卡，二人来到一个未知名的波斯城市冒险，去净化被腐坏的城市，并阻止阿里曼对城市的破坏。王子和艾丽卡在游戏中面对阿里曼的四位将领，他们分别是猎人、术士、幻术士和战士。在游戏的过程中，艾丽卡的父亲也被腐坏成为了二人的敌人。

### 剧情
游戏的开始发生在一场大的风暴，从战斗回来的王子被这个风暴困住，这时他丢下了他的驴。沙暴很严重，王子不能看清前面的路，在峡谷中慢慢的前行。这时艾丽卡被拿着戟的士兵追赶，不小心地跳落在王子的身上。王子将这些士兵打走之后，还是追赶艾丽卡。后来，他们来到一座庙宇，是这个王国的中心。走进了这个寺庙之后，艾丽卡的父亲出现了，是他命令去追赶艾丽卡，他将生命之树破坏了，使得黑暗之神阿里曼，开始对这个城市进行了黑暗的侵袭。艾丽卡向王子解释说，这里有许多富饶的土地，她要去净化这些土地，使生命之树重新获得能量，并阻止阿里曼逃跑。
在王子和艾丽卡冒险和净化土地的过程中，艾丽卡讲述了她的过去，很早时她的妈妈就死了，之后艾丽卡也死了。她的父亲莫宁国王，控制不住自己的悲伤，就与阿里曼做了一个交易，就是以阿里曼的自由换回使得艾丽卡重新获得新生。一开始阿里曼复活了艾丽卡，并让艾丽卡的父亲信守他们的交易。在二人净化了被污染的土地之后，二人回到了寺庙，并将其进行了净化，而之后最重要的一步就是阻止阿里曼。在寺庙里，王子和艾丽卡被莫宁国王拦截了下来，在被二人打败后，他跳进了被污染的黑色黏液当中。阿里曼开始与二人斗争，在艾丽卡修复了生命之树之前是无法将二人打败的。为了再次封印阿里曼，艾丽卡将自己的生命融入了生命之树当中，这样使得她第二次失去了自己的生命。王子由于悲伤的驱使，又破坏了生命之树，使得艾丽卡再次复活，但是在他这样的举动之下，使得阿里曼被完全的放逐。最后，王子抬着艾丽卡走进了荒无人烟的沙漠，而与此同时，阿里曼破坏了庙宇从其中逃脱了出来。

## 开发
在2006年的9月就有新的构思关于新作的波斯王子。然而直到2008年5月育碧才宣布开发波斯王子的新作。他们说，他们期望在2008年的第四季度发行该游戏，并且发布游戏的关于系统和情节相关内容。在游戏的预览之中，可以发现游戏的内容与波斯王子系列基本没有变化，包括游戏平台、打斗、解谜。例外此次也公布游戏的打斗会是一对一的较量，而非一个人面对众多敌人。育碧说，打斗这样设计是为了给玩家对敌人和剧情有深刻的印象。
本游戏使用了在《刺客信条》同样使用的Scimitar引擎，开发者说，之所以选择 Scimitar引擎是为了给有添加一个有伸展性的世界，而不是线条样的。
在2008年5月，育碧发布两个官方视频关于人物王子和艾丽卡的形象设计。一个视频显示了王子正在绘画之中，而另一个则为艾丽卡的具体细节。在2008年7月，育碧则发布了新人物的形象设计——猎人
本作游戏于2009年2月26日，育碧公司会释放出新的下载内容波斯王子：后记（暂译，英文原名Prince of Persia Epilogue），在新的内容中游戏难度会加大，同时也是剧情的一种延续。由于经济危机的影响，育碧只开放了XBOX 360和PS3的下载，不对PC开放下载。

## 评价
波斯王子本游戏获得了不错的评价，在Metacritic的Xbox 360、PlayStation 3和电脑不同平台的玩家分别了给予82%、85%和83%的评分。而IGN网站的评论员说这个游戏简单，但是打斗和技能真实，因为喜欢了波斯王子系列游戏而十分喜欢这款游戏。。在GameSpot网站也有同样的观点，并对艺术设计上有高度的评价。然后一些玩家则认为游戏的打斗和机关太简单，难以死亡的设计对玩家太友善.。欧洲玩家评论该游戏除了出色的科技技术就是一个很差的游戏，游戏中的重复太多。

## 相關条目
- 支持DirectX 10游戏列表
- 波斯王子